# Elisabeth Lohninger

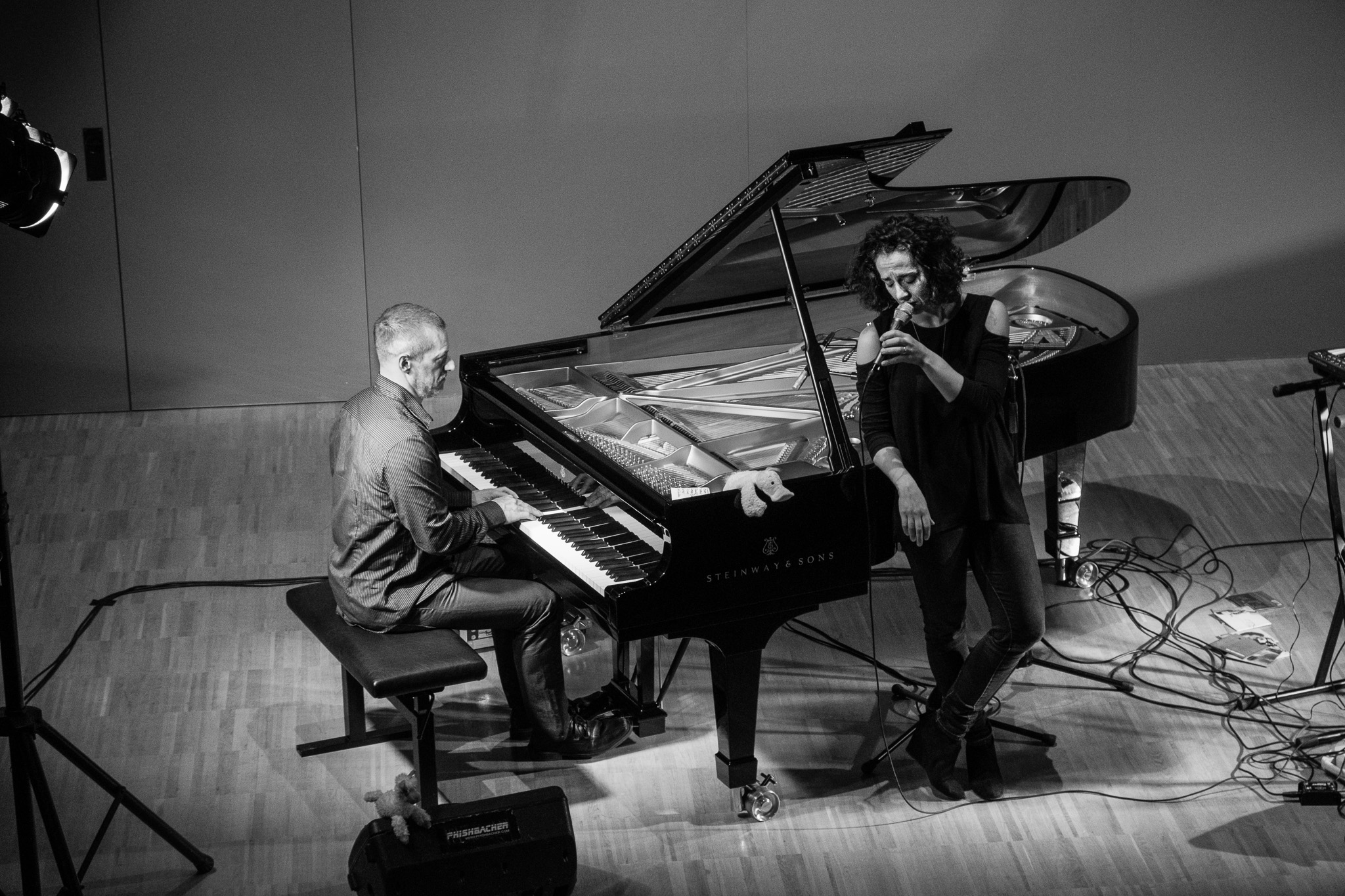
Elisabeth Lohninger und Walter Fischbacher (2017)

Elisabeth Lohninger (* 20. Februar 1970) ist eine österreichische Jazzsängerin, die in den Vereinigten Staaten lebt und arbeitet.

## Leben und Karriere
Lohninger wuchs in einem Dorf im oberösterreichischen Hausruckviertel auf und trat bereits mit sechs Jahren mit ihren Schwestern in einem Volksmusik-Trio auf. Auch sang sie in Schul- und Kirchenchören. Nach der Matura studierte sie zunächst technische Mathematik in Wien, bevor sie 1994 mit dem Jazzpianisten Walter Fischbacher in die Vereinigten Staaten zog, um ihre musikalische Karriere weiterzuverfolgen. Nach Ausflügen in den Soul und die Popmusik fokussierte sie sich auf den Jazz. Sie ließ sich in New York City nieder, wo sie als Sängerin, Komponistin und Gesangspädagogin tätig ist.
Lohninger ist mit Fischbacher verheiratet, mit dem sie häufig, etwa im Trio mit Ulf Stricker (Schlagzeug) und Goran Vujic (Bass), zusammenarbeitet. Im Trio Nada wirkte sie mit Max Pollack und Tim Collins. Ihr musikalisches Spektrum reicht von modernem Jazz über zeitgenössische Kompositionen bis hin zu Jazzstandards. Ihre Alben erhielten positive Kritiken in der Fachpresse, und sie trat in Jazzclubs und auf Festivals insbesondere in Österreich, Deutschland, Italien und den USA auf.

## Diskografie (Auswahl)
- 1998: Elisabeth Lohninger & Walter Fischbacher: Austrian LiedGood
- 2004: Beneath Your Surface
- 2011: Songs of Love and Destruction[5]
- 2015: Eleven Promises (Jazzsick Records)
- 2020: Life Lines[6]
- 2024: Elisabeth Lohninger & Band: Live im Studio (Bauer Studios, mit Christine Corvisier, Jean-Yves Jung, Cliff Schmitt, Alex Bernath)